# Шевко Анатолій Іванович
Анатолій Іванович Шевко (17 листопада 1919, Ганнівка — 2008) — радянський український розвідник-чекіст, інженер-науковець, кіносценарист. Під час німецько-радянської війни та у перші повоєнні роки — співробітник НКВС-МДБ, майор державної безпеки, відзначений державними нагородами за «особливу роботу в ході винищення збройних формувань ОУН і УПА».
Після завершення війни, протягом тривалого часу — директор Дослідно-конструкторського виробництва медичного приладобудування при Інституті експериментальної патології, онкології та радіобіології ім. Р. Є. Кавецького.

## Життєпис
Народився 17 листопада 1919 р. в с. Ганнівці (нині Кіровоградської обл.)  в родині робітника. Навчався на фізико-математичному факультеті Харківського державного університету.

### Служба в органах державної влади
За комсомольською мобілізацією був відряджений 1938 р. на навчання до Школи особливого призначення. Під час німецько-радянської війни та у перші повоєнні роки — співробітник НКВС-МДБ, майор державної безпеки, начальник відділу Другого головного управління.
Займався справами низки видатних українських літераторів. Керував, зокрема, діями агента «Стріли», він же Юрій Смолич. Стежив за «відомим сіоністом та троцькістом», поетом Давидом Гофштейном, після чого він був заарештований, а у 1952-му році розстріляний. Нагороджений орденом Червоної Зірки за «особливу роботу в ході винищення збройних формувань ОУН і УПА».
У середині 1940-х років був приставлений для стеження за «найактивнішим українським націоналістом», поетом Максимом Рильським, за справою якого було заарештовано дев'ятеро осіб. У 1948-му році звільнений з органів державної влади через «порушення меж допустимих службових зв'язків» під час роботи над справою Рильського. Історик української медицини Юрій Віленський згадував Анатолія Шевка словами «легендарний розвідник».

### Мистецька та наукова діяльність

Могила Анатолія Шевка, Байкове кладовище

Закінчив історичний факультет Київського державного університету ім. Т. Г. Шевченка (1951) та аспірантуру Інституту фізіології ім. О. О. Богомольця АН УРСР (1967). Працював головним інженером Інституту експериментальної патології, онкології та радіобіології ім. Р. Є. Кавецького, пізніше — директором Дослідно-конструкторського виробництва медичного приладобудування (ДКВМП) при інституті. Тісно співпрацював з директором інституту, професором Вадимом Пінчуком, розвивав прецизійне приладобудування.
Автор ряду наукових праць і багатьох сценаріїв навчальних, техніко-пропагандистських та науково-популярних фільмів, серед яких: «Фізіологія зору», «Алгоритм якості», «Замість крові» (режисер І. Барчук), «Радіолокація», «Основи телебачення», «Основи колоїдної хімії», «Секрет успіху», «Крекінг нафти» та ін.
На посаді директора ДКВМП нагороджений орденом «За заслуги» III ступеня «за значний особистий внесок у розвиток вітчизняної науки, зміцнення науково-технічного потенціалу України» (2000). Міжнародною академією рейтингових технологій та соціології нагороджений, як «підполковник у відставці», орденом «За розбудову України ім. М. Грушевського» IV ступеня. Член Національної спілки кінематографістів України.
Помер у 2008 році. Похований на Байковому кладовищі (північна частина ділянки № 33, 50°25′6.10″ пн. ш. 30°30′9.80″ сх. д. / 50.4183611° пн. ш. 30.5027222° сх. д.).